# 司馬徳戡
司馬 徳戡（しば とくかん、580年 - 618年）は、中国の隋の軍人。煬帝弑逆の首謀者。扶風郡雍県（現在の陝西省宝鶏市）の出身。

## 経歴
父は北周の都督・司馬元謙。幼少の頃に孤児となり、豚を屠殺して生計を立てた。母と親しかった僧侶の釈粲に養育され、書や計算を教わった。
開皇年間に侍官となり、しだいに昇進して大都督となった。楊素に従って漢王楊諒の討伐に出征し、内営の左右を務めた。司馬徳戡は他人に迎合するように振る舞い、雄弁で奸計に富んでおり、楊素から気に入れられた。勲功により儀同三司を授けられ、大業3年（607年）には鷹揚郎将となった。高句麗遠征に従軍し、正議大夫・武賁郎将となる。煬帝からは非常に寵愛された。
煬帝に従って江都（現在の揚州市）に移ると、左右備身・驍果1万人を率いて城内に駐屯した。驍果の多くは関中の出身であり、彼らは煬帝が江都に留まり都へ帰る意思がないのをみると、叛いて帰郷しようと謀った。司馬徳戡は兵士たちが叛こうとしていることを確認すると、友人の元礼・裴虔通と反逆を企てた。さらに、元敏・孟秉・李覆・牛方裕・許弘仁・薛良・唐奉義・張愷らにも伝え、彼らは日夜博奕に集い、刎頸の交わりを結び、親密に心を通わせ、謀反の計画を語り合った。
計画に賛同した宇文智及に3月15日に挙兵して西へ帰ることを告げると、宇文智及は国内の大乱に乗じて大事をなすべきだと促した。司馬徳戡も同意し、趙行樞らの要望で宇文化及を主に立てた。3月1日、計画を衆に告げようとしたが、人心がいまだ一つにまとまらないことを懸念して、煬帝が驍果を一挙に毒殺しようとしているとのデマを備身府で流した。策が上手くいったことを知り、ついに3月10日に旧友たちを集めて計画を説明すると、皆ひれ伏して「将軍の命に従います」と誓った。その日の深夜、東城の中で兵数万人を集め、火を掲げて城外の仲間と合図した。夜明け前、裴虔通に兵を授け、裴虔通は入城して煬帝を捕らえた。宇文化及が城門に到着すると、出迎えて拝謁し、丞相に推戴した。煬帝は宮中において殺害され、楊浩は皇帝に擁立された。
温国公・光禄大夫となり、引き続き本軍を統率したが、宇文化及は非常に警戒して司馬徳戡を礼部尚書に任じ、昇進させたように見せかけて彼の兵を奪った。司馬徳戡は腹を立てて怨み、手に入れた褒賞品すべてを宇文智及に賄賂として渡し、宇文智及はそのために司馬徳戡の弁護をした。
宇文化及は皇帝のように振る舞い、陳述する者がいてもその場では何も答えず、唐奉義ら配下に判断を仰いだ。徐州に至ると水路が使えなかったため陸路を進み、牛車には宮人や珍宝をのせ、武具や兵器はすべて兵士に背負わせた。兵士たちは疲れ果て、怨みを抱きはじめた。司馬徳戡は失望してひそかに趙行樞に言った。「君はまったく私を誤らせた。いま乱を鎮めるには英才の力を借りねばならぬ。宇文化及は凡愚で、側近は小人ばかり。これでは事は必ず敗れる。どうしたものか」。趙行樞は言った。「それは我々次第だ。彼を廃するのに何の難しいことがあるというのか」。こうして李本・宇文導師・尹正卿らと謀り、率いていた後軍1万人余りの兵を使って宇文化及の殺害を計り、司馬徳戡が主に立つこととなった。しかし、許弘仁・張愷がこのことを知って宇文化及に告げた。司馬徳戡は計画が露見したとは知らず、参内して拝謁したところを共謀者と共に捕らえられた。宇文化及は責めて言った。「公と力を合わせて海内を安定させ、死地から乗り切ったばかりだ。今ようやく事が成り、共に富貴を守ることを願っているのに、公はなぜ反逆するのか」司馬徳戡は言った。「昏主を殺したのは、その毒害に苦しめられたからだ。そこで足下を推戴したが、それ以上に酷いことになった。事態の成り行きに迫られ、やむを得なかったのだ」。宇文化及は何も答えず、司馬徳戡を幕下に送り、縊り殺した。享年39。

## 伝記史料
- 『隋書』巻85 列伝第50 司馬徳戡伝